# Grant Nel
Grant Nel (Johannesburg, 7 aprile 1988) è un tuffatore australiano.

## Biografia
Ha rappresentato l'Australia ai Giochi olimpici di Rio de Janeiro 2016 arrivando quindicesimo nella gara dei tuffi dal trampolino 3 metri, eliminato in semifinale.

## Palmarès
- Giochi del Commonwealth

Glasgow 2014: argento nel trampolino 3 m sincro; bronzo nel trampolino 1 m
Delhi 2010: bronzo nel trampolino 3 m